# Ránquil (comuna de Santa Cruz)
Ránquil fue una de las comunas que integró el antiguo departamento de Santa Cruz.
En 1907, de acuerdo al censo de ese año, la comuna tenía una población de 2053 habitantes. Su territorio fue organizado por decreto del 14 de enero de 1905.

## Historia
La comuna fue creada por decreto supremo del 14 de enero de 1905, con el territorio de la subdelegación Culencó, que anteriormente perteneció a la comuna de Lolol.
El Decreto con Fuerza de Ley N.º 8.583 del 30 de diciembre de 1927 redistribuye el territorio del departamento de Santa Cruz y el nuevo departamento de Mataquito. El territorio de esta comuna pasa al departamento de Mataquito y su territorio es fusionado con la comuna-subdelegación de Hualañé.
Sin embargo, según un decreto del 31 de mayo de 1929, la parte de la antigua subdelegación de Culencó que aparece dentro de los límites del departamento de Santa Cruz, fue incorporada a la comuna de Santa Cruz, lo cual corresponde a la mayor parte de la antigua comuna de Ránquil. Finalmente, el 18 de agosto de 1960, todo este territorio se incorporó a la restaurada comuna de Lolol.